# Malletier
 (octobre 2024).
Si vous disposez d'ouvrages ou d'articles de référence ou si vous connaissez des sites web de qualité traitant du thème abordé ici, merci de compléter l'article en donnant les références utiles à sa vérifiabilité et en les liant à la section « Notes et références ».

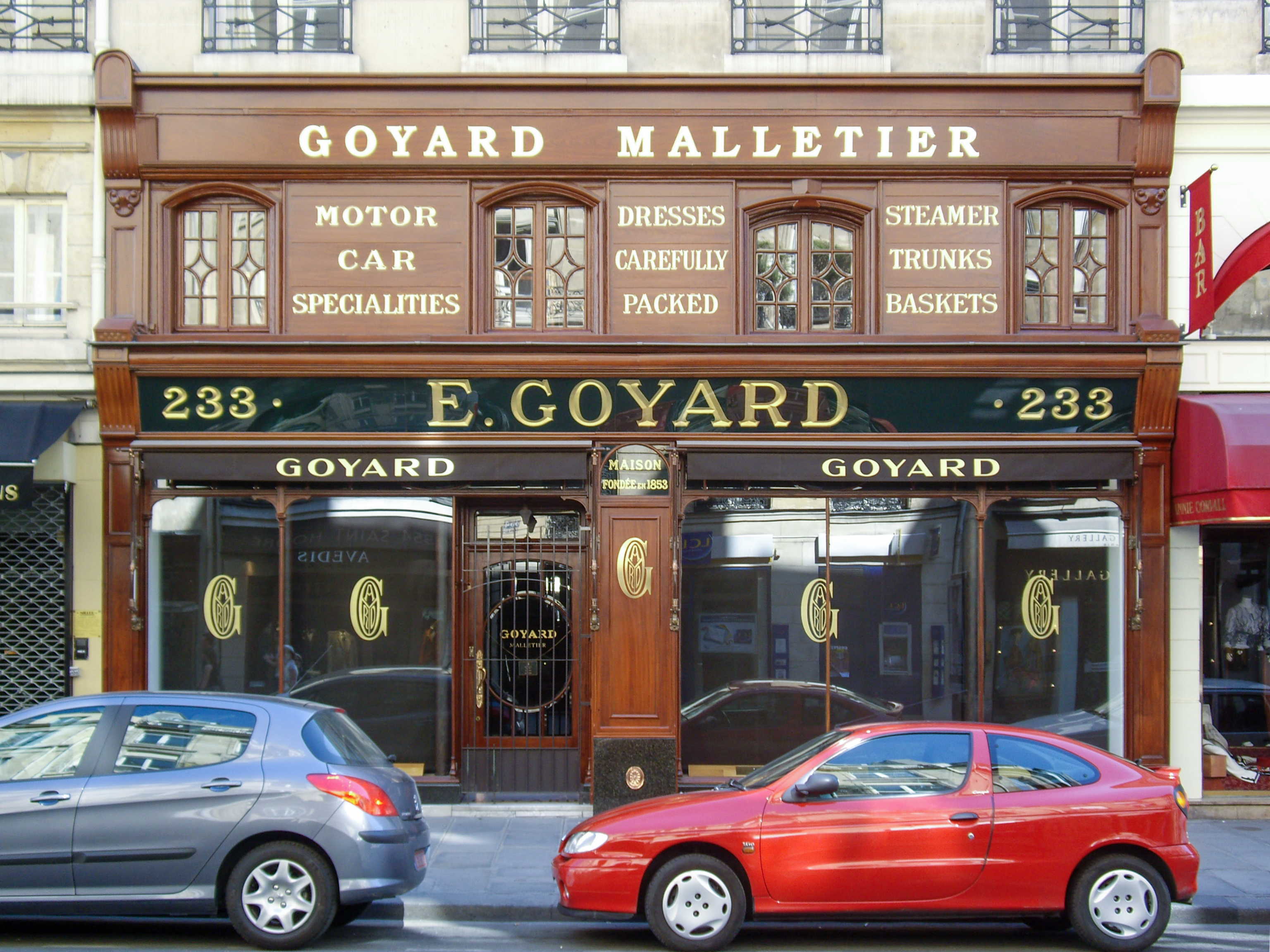
Façade du malletier Maison Goyard.

Un malletier est un fabricant de bagages et de valises.  
Les philosophes français Denis Diderot (1713-1784) et Jean d'Alembert (1717-1783) font mention d'un « malletier » et de ses techniques dans leur Encyclopédie ou Dictionnaire raisonné des sciences, des arts et des métiers.

## Malletiers français

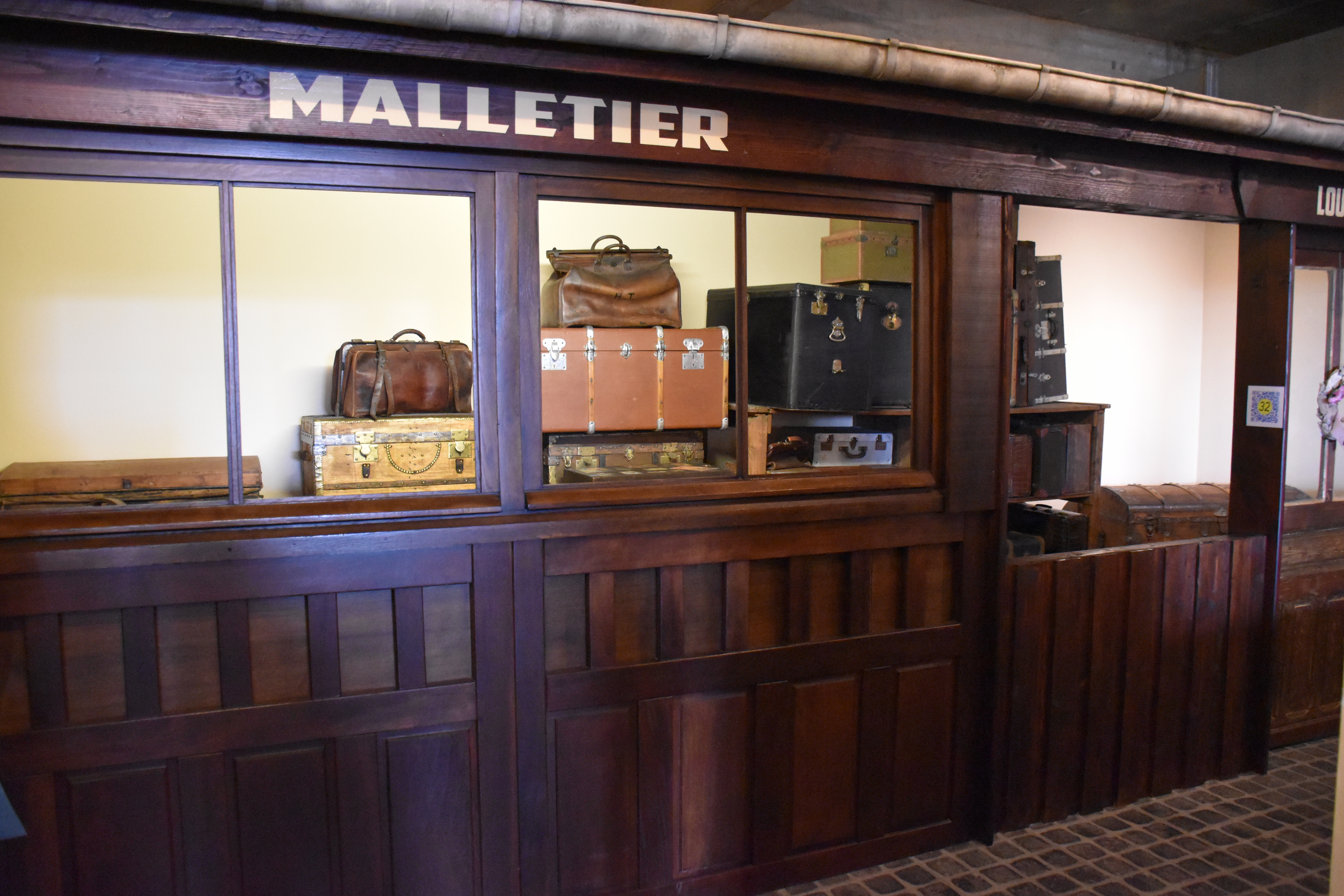
Reconstitution de la boutique du malletier - Village des métiers d'antan de Saint-Quentin.

Les principaux malletiers se sont établis en France au cours du XIXe siècle. Parmi les plus connus, il y avait Au Départ créé en 1834, Le Bazar du voyage créé par Alexis Godillot en 1843, Aux États-Unis créé en 1845, La Malle Bernard créé en 1846, Moynat créé en 1849, Goyard en 1853 et Louis Vuitton en 1854.
Certains de ses contemporains existent encore, après plus de 150 ans d’activité :
- La Malle Bernard, établi en 1846, est un des plus anciens malletiers parisiens encore en activité.
- Moynat, fondé en 1849 est l'exemple d'un fabricant qui absorbe une boutique. Coulembier fils rachète l'enseigne Moynat dont il était devenu le fournisseur exclusif. Moynat, dont la boutique a été la première de l’avenue de l’Opéra, était aussi un spécialiste du bagage automobile.
- La Maison Goyard a ouvert sa boutique au 233, rue Saint-Honoré, en 1853. François Goyard a travaillé comme malletier pour la Maison Morel (fondée en 1792), à l’origine de son affaire. Baptisée depuis Goyard, la maison est devenue le malletier favori de la haute société internationale, comme le grand-duc de Russie, le maharadjah de Kapurthala, ou encore le duc et la duchesse de Windsor. Goyard est connue pour ses commandes spéciales.
- Louis Vuitton, fondé en 1854, est emballeur ; il n'est pas le premier à faire des malles plates, mais contribue à leur promotion. Louis Vuitton était aussi le premier à faire des malles en gris Trianon et les malles pour avion. Depuis, la maison est devenue une des plus populaires au niveau mondial.